# 朱三式

朱三式

朱三式（1932年8月12日—？），原越南社會主義共和國財政部長。
朱三式出生於1932年8月12日，是北寧省慈山市新鸿坊人。
2009年，朱三式被追授一等獨立勳章。

## 外部鏈接
- Bộ trưởng Tài chính qua các thời kỳ （页面存档备份，存于）